# ساوت پام بیچ (فلوریدا)
ساوت پالم بیچ (به انگلیسی: South Palm Beach) شهرکی در شهرستان پام بیچ ایالت فلوریدا است که در سال ۱۹۵۵ بنیان‌گذاری شده‌است. این شهرک طبق سرشماری سال ۲۰۱۰ میلادی، ۱٬۱۷۱ نفر جمعیت داشته و مساحت آن نیز ۰٫۸ کیلومتر مربع است.